# Курултай
Курултáй е политическо и военно събрание на тюркски и монголски ханове. Исторически е изпълнявал функция на орган на народно представителство у някои тюркски народи, като ногайци, башкири, казахи, киргизи, кримски татари, татари, тувинци и алтайци. Бил е свикван за решаване на важни държавни въпроси. В днешно време курултай се нарича еквивалента на европейския парламент в някои тюркски държави, като Башкирия, Бурятия и Република Алтай.

## Монголски курултай
Понятието курултай със значение на всенароден конгрес влиза в употреба през XI – XIII век, когато Чингис хан обединява малките монголски племена, живеещи по това време изолиран живот. За пръв път думата се споменава в последния, 282-ри параграф на Тайната история на монголите под формата „Yeke Qurilta“ (в превод – „велик курултай“). Според Яса (книгата на уставите на Чингис хан), курултаят има огромно значение.
- 1206 – курултай при извора на река Онон, при който Темуджин е провъзгласен за Чингис хан. Обявено е създаването на Монголската империя.
- 1229 – курултай, на който за хан е избран Угедей.
- 1235 – курултай, свикан за изработване на по-нататъшна външна политика на държавата. Решено е да се поведат походи срещу къпчаците, прабългарите, руските земи, Корея и Южен Китай. Изпратени са допълнителни войски към Близкия изток.
- 1246 – след смъртта на Угедей, хан става Гуюк. Обаче, врагът му Бату умишлено отказва да се включи в курултая, който бива изтеглен с три години напред и накрая се събира без Бату. На пищния курлтай се събират многочислени владетели, сред които руския княз Ярослав Всеволодович и италианския монах Джовани да Плано Карпини.

С разрушаването на единството на държавата на Чингис хан, курултаите постепенно изчезват. В ханствата на Крим и в Задкавказието курултаите продължават да се свикват до края на политическото съществуване на тези държави.